# عوض أحمد خليفة
عوض أحمد خليفة شاعر سوداني يُعد واحدا من أبرز شعراء الأغنية السودانية الحديثة حيث ألّف كلمات العديد من الأغنيات التي لاقت نجاحا كبيرا وتعامل مع كبار المطربين السودانيين.

## الميلاد
ولد عوض أحمد خليفة، واسمه الأصلي العوض وداعة الله أحمد خليفة، في حي الموردة بمدينة أم درمان بالسودان في 21 يناير / كانون الثاني عام 1931 م.

## التعليم والحياة المهنية
دخل الخلوة في صباه ليتعلم مبادئ الكتابة وحفظ آيات القرآن ثم التحق بالمدارس النظامية ودرس في مدارس الكُتّاب الأولية، والوسطى بأم درمان فمدرسة الأحفاد الثانوية. وبعد اجتيازه امتحان شهادة كامبريدج عام 1949 م، التحق بكلية غوردون التذكارية (جامعة الخرطوم حاليا) ودرس فيها الأدب لمدة عام. وفي فبراير / شباط 1950م، التحق بالكلية الحربية وتخرج فيها بعد عامين برتبة ملازم ثاني وكان الأول في دفعته في امتحانات الكلية والتي ضمت أيضا الملازم ثان (رئيس السودان لاحقا) جعفر محمد نميري.
خدم عوض خليفة فور تخرجه من الكلية الحربية في القوات المسلحة السودانية وتنقل في مختلف أقسامها حيث عمل في سلاح الهجانة في الأبيض ، وسلاح الإشارة في الخرطوم بحري، والقيادة الجنوبية في جوبا وتدرج في مناصبها العسكرية حتى بلغ رتبة اليوزباشي (نقيب ، حالياً). وفي عام 1959 م، تم تجريده من رتبته وفصله من الخدمة العسكرية بعد اتهامه بالاشتراك في حركة انقلاب عسكري فاشل بقيادة البكباشي المتقاعد يعقوب إسماعيل كبيدة من سلاح الإشارة البكباشي علي حامد من مدرسة المشاة ضد حكومة الرئيس إبراهيم عبود والذين تم إعدامهما مع عدد آخر من ضباط شاركوا فيها.
عمل خليفة بعد ذلك ضابطاً إدارياً لمدة عام بمشروع الجزيرة الزراعي، ثم مفتشاً للتعاون بوزارة التجارة والتعاون والتموين وتدرج في مناصبها حتى وصل في عام 1969 م، إلى منصب مساعد مدير مصلحة التعاون، وفي تلك الفترة التحق بجامعة القاهرة فرع الخرطوم (جامعة النيلين حالياَ) لينال درجة دبلوم الاقتصاد. وعندما استولى العقيد جعغر نميري على السلطة في مايو / أيار 1969م، أعاد خليفة الذي كان زميله في الكلية الحربية إلى الخدمة العسكرية برتبة عميد. ساهم خليفة في تطوير القوات المسلحة حيث عهد إليه بإنشاء فرع التوجيه المعنوي وإصدار جريدة القوات المسلحة وتأسيس فرع الخدمات الاجتماعية ومؤسسة قوات الشعب المسلحة التعاونية، كما أسهم في تأسيس إدارة الخدمة الوطنية وتنظيم هياكله. وترقّى في عام 1972 م، إلى رتبة اللواء وأصبح في العام نفسه نائبا لرئيس هيئة الأركان إمداد وفي عام 1974م، ترك الخدمة العسكرية بعد أن تمت إحالته إلى التقاعد والتحق بوزارة المالية حيث تم تعيينه مفوضاً عاماً للتنمية في درجة نائب الوزير وبقي في المنصب حتى عام 1976 م، ليلتحق بعدها بمؤسسة دار الأيام ويصبح رئيس مجلس الإدارة ورئيس هيئة التحرير فيها وذلك في الفترة من عام 1976 وحتى 1978 م، حيث كان يحرر عمود بصحيفة الأيام اليومية بعنوان «شيء من حتى». شهدت فترة الثمانينات توطيداً لرحلة الشاعر الإيمانية فأعاد حفظ القرآن كما طفق يخدم وطنه السودان من منصة العمل الخاص خصوصاً في مجال التنمية فعمل وكيلاً لشركات عالمية لصناعة الجرارات الزراعية. ثقافياً أسس خليفة صحيفة «أخبار الصباح» ورأس تحريرها. في التسعينات أمّ خليفة المصلين لصلاة الفجر بمسجد السادة الأدارسة بالموردة. نقلت الإذاعة السودانية شعائر الصلاة على الهواء مباشرة فسمعها السودانيون حول العالم.
عُرف عنه إلى جانب مهنته العسكرية ونشاطه الأدبي بأنه كان لاعب كرة القدم في نادي الموردة الرياضي الذي تولّى إدارته لاحقاً، كما كان يهوى فن الغناء والعزف على آلة العود وتلحين القصائد فهو الذي قام بوضع ألحان كلمات قصيدته «شتات الماضي» التي أهداها للفنان عثمان حسين.

## أعماله الشعر
ألّف عوض أحمد خليفة العديد من القصائد الشعرية التي تغنى بها كبار المطربين السودانيين ولاقت نجاحاً ومن بينهم الفنانون إبراهيم عوض وعثمان حسين (أغنيات خاطرك الغالي، وربيع الدنيا، وعشرة الأيام) وعبد الكريم الكابلي (يا أغلى من عيني وكيف يهون عندك خصامي) و زيدان إبراهيم (كنوز محبة وفي بعدك يا غالي). وعبد العزيز محمد داؤود (يا أغلى الحبابيب) و أبوعركي البخيت (لو كانت ناكر للهوى).

ويعتبر خليغة من شعراء التجديد في قصيدة الغناء السوداني حيث تتميز كلماته بالرومانسية وجزالة الصور التعبيرية وسلاسة القافية وبساطة التعبير مع عمق المعاني. فهو يقول في قصيدة يغنيها عبد الكريم الكابلي،
كيف يهون عندك خصامي.. وترضي من عيني تغيب
وأنت بيك أسباب وجودي.. وأنت أكثر من حبيب
شفت بيك الدنيا زاهية.. وعشت فيك أملي الخصيب
أنت أحلى من الأماني لما تغمرني وتعربد
وأحلى من طير الخمايل.. لما تتمايل تغرد
وفي أغنية كتب كلماتها للفنان زيدان إبراهيم يقول:
من لمسات حنانك.. خلاص تمينا دور
وأيام مرة خالية.. من طعم السرور
كل ما غنّى شادي.. ذوبني الشعور
أقول يا ريت حبيبي.. لو في الطيف يزور

## وفاته
توفي يوم 24 أكتوبر 2019 ودفن بمقابر حمد النيل بأم درمان.